# Książę małżonek
Książę małżonek – stosowane powszechnie w epoce nowożytnej określenie małżonka panującej monarchini, który nie dysponuje żadną władzą polityczną, a pełni jedynie funkcję reprezentacyjną. Tradycja nadawania tytułu księcia mężom monarchiń, zamiast tytułu króla, narodziła się wskutek obawy o możliwe podważenie pozycji monarchini jako samodzielnej głowy państwa i uznanie pozycji obu małżonków za równoważną, np. przez zastosowanie średniowiecznego prawa (zasada iure uxoris), wedle której małżeństwo z dziedziczką korony dawało mężowi prawo do współrządzenia  (koregent). Tak też było np. w przypadku Wilhelma III, króla Anglii, czy Władysława Jagiełły, króla Polski. Epoka nowożytna zna również wyjątki od omawianej praktyki np. w przypadku Filipa II Habsburga, męża królowej Anglii Marii I, oraz Franciszka Burbona męża królowej Hiszpanii Izabeli II, którym to nadano tytuł króla (pot. jako król małżonek). Pełna władza w tych wypadkach jednak  spoczywała na ich małżonkach. Podobny przypadek miał mieć miejsce, gdy królowa brytyjska Wiktoria swojemu mężowi Albertowi chciała nadać tytuł króla, czemu sprzeciwił się brytyjski rząd.

## Lista historycznych książąt i królów małżonków
| Państwo                      | Imię i tytuł oficjalny Nazwisko i tytuł oryginalny | Zdjęcie | Data urodzenia       | Data śmierci         | Małżonka                    | Czas rządów                                                                   |
| ---------------------------- | --- | ------- | -------------------- | -------------------- | --------------------------- | ----------------------------------------------------------------------------- |
| Królestwo Anglii             | Guildford Dudley |         | 1536                 | 12 lutego 1554       | Jane Grey                   | 1553                                                                          |
| Królestwo Anglii             | Filip, król Anglii Filip II, król Hiszpanii |         | 21 maja 1527         | 13 września 1598     | Maria I Tudor               | 1554–1558                                                                     |
| Królestwo Szkocji            | Franciszek Walezjusz, król Szkocji Franciszek II Walezjusz, Król Francji                                                                                              |         | 19 stycznia 1544     | 5 grudnia 1560       | Maria I Stuart              | 1558–1560                                                                     |
| Królestwo Szkocji            | Henryk Stuart, król Szkocji, Książę Albany Henryk Stuart, lord Darnley                                                                                                |         | 7 grudnia 1545       | 10 lutego 1567       | Maria I Stuart              | 1565–1567                                                                     |
| Królestwo Szkocji            | James Hepburn, książę Orkney |         | ok. 1534             | 14 kwietnia 1578     | Maria I Stuart              | 1567                                                                          |
| Królestwo Niderlandów        | Henryk, Książę Niderlandów Henryk Mecklenburg-Schwerin |         | 19 kwietnia 1876     | 3 lipca 1934         | Wilhelmina                  | 1901-1934                                                                     |
| Królestwo Niderlandów        | Bernhard, Książę Niderlandów Bernhard Leopold zu Lippe-Biesterfeld |         | 29 czerwca 1911      | 1 grudnia 2004       | Juliana                     | 1948-1980                                                                     |
| Królestwo Niderlandów        | Claus, Książę Niderlandów Claus George van Amsberg |         | 6 września 1926      | 6 października 2002  | Beatrycze                   | 1980-2002                                                                     |
| Królestwo Hiszpanii          | Franciszek de Asís Burbon, król Hiszpanii Francisco de Asís de Borbón y Borbón-Dos Sicilias, książę Kadyksu                                                           |         | 13 maja 1822         | 17 kwietnia 1902     | Izabela II                  | 10 października 1846 - 30 września 1868                                       |
| Królestwo Portugalii         | Piotr III, król Portugalii Pedro Clemente de Bragança |         | 5 lipca 1717         | 25 maja 1786         | Maria I                     | 1777–1786                                                                     |
| Królestwo Portugalii         | Auguste de Beauharnais |         | 9 grudnia 1810       | 28 marca 1835        | Maria II                    | 26 stycznia – 28 Marca 1835                                                   |
| Królestwo Portugalii         | Ferdynand II Koburg, król Portugalii Ferdinand von Sachsen-Coburg und Gotha                                                                                           |         | 29 października 1816 | 15 grudnia 1885      | Maria II                    | 9 kwietnia 1836 - 15 listopada 1853                                           |
| Królestwo Wielkiej Brytanii  | Jerzy Duński, książę Cumberland Jerzy Oldenburg, książę Danii i Norwegii                                                                                              |         | 2 kwietnia 1653      | 28 października 1708 | Anna                        | w Anglii i Szkocji – 1702–1707 w Wielkiej Brytanii – 1707–1708                |
| Królestwo Wielkiej Brytanii  | Albert, Książę Małżonek Albert von Sachsen-Coburg-Gotha |         | 26 sierpnia 1819     | 14 grudnia 1861      | Wiktoria Hanowerska         | 1840–1861                                                                     |
| Królestwo Wielkiej Brytanii  | Filip, książę Edynburga Filip Mountbatten, książę Zjednoczonego Królestwa Wielkiej Brytanii i Irlandii Północnej, książę Edynburga, hrabia Merioneth, baron Greenwich |         | 10 czerwca 1921      | 9 kwietnia 2021      | Elżbieta II                 | 1947–2021                                                                     |
| Królestwo Hawajów            | John Owen Dominis, Książę Hawajów |         | 10 marca 1832        | 27 sierpnia 1891     | Lydia Liliʻuokalani         | 20 stycznia 1891 - 27 sierpnia 1891                                           |
| Królestwo Szwecji            | Fryderyk, książę Szwecji Fryderyk von Hessen-Kassel, Landgraf Hesji-Kassel                                                                                            |         | 17 kwietnia 1676     | 25 marca 1751        | Ulryka Eleonora Wittelsbach | 1718-1720, (Od 1720 król Szwecji, po abdykacji swojej żony, jako Fryderyk I.) |
| Wielkie Księstwo Luksemburga | Feliks, książę Luksemburga Feliks Burbon-Parmeński |         | 28 października 1893 | 8 kwietnia 1970      | Szarlotta                   | 6 listopada 1919 - 12 listopada 1964                                          |
| Królestwo Danii              | Henryk, książę-małżonek Henri Marie Jean Andre de Laborde de Monpezat                                                                                                 |         | 11 czerwca 1934      | 13 lutego 2018       | Małgorzata II               | 14 stycznia 1972 - 13 lutego 2018                                             |

Z tytułem księcia/króla małżonka nie należy więc utożsamiać przypadków, w których  małżonkowie posiadają równorzędną pozycję i władzę polityczną. Przykłady:
- Jadwiga Andegaweńska i Władysław Jagiełło w Polsce, w latach 1386-1399
- Izabela Kastylijska i Ferdynand Aragoński w Kastylii-Leónie, w latach 1479-1504
- Maria II i Wilhelm III Orański w Anglii, w latach 1689-1694